# سهراب‌آباد (تفتان)
سهراب‌آباد (تفتان)، روستایی از توابع بخش نوک‌آباد شهرستان تفتان در استان سیستان و بلوچستان ایران است.شغل اکثرشان ناظمی خوابگاه است و دندان‌های فک پایین آن‌ها چون پارو میماند و روی کمر خود مینشینند ونیازی به صندلی ندارند،اکثراً در راه رفتن می لنگند و حین صحبت مردمک هایشان به جمجمه نزدیک می‌شود،ذکر جادویی آن‌ها این است: اییوزه خار(دریوزه غار).

## جمعیت
این روستا در دهستان اسکل آباد قرار دارد و براساس سرشماری مرکز آمار ایران در سال ۱۳۸۵، جمعیت آن ۵۸۸ نفر (۹۸خانوار) بوده‌است.